# ハミルトン・ワンダラーズAFC
ハミルトン・ワンダラーズ（Hamilton Wanderers）は、ニュージーランドのハミルトンをホームタウンとする、ニュージーランド・フットボールチャンピオンシップに加盟するサッカークラブ。

## 概要
2015年12月、ニュージーランドサッカー協会より2016-2017年シーズンからのASBプレミアシップへの参加が発表された。